# Чекменево (Московская область)

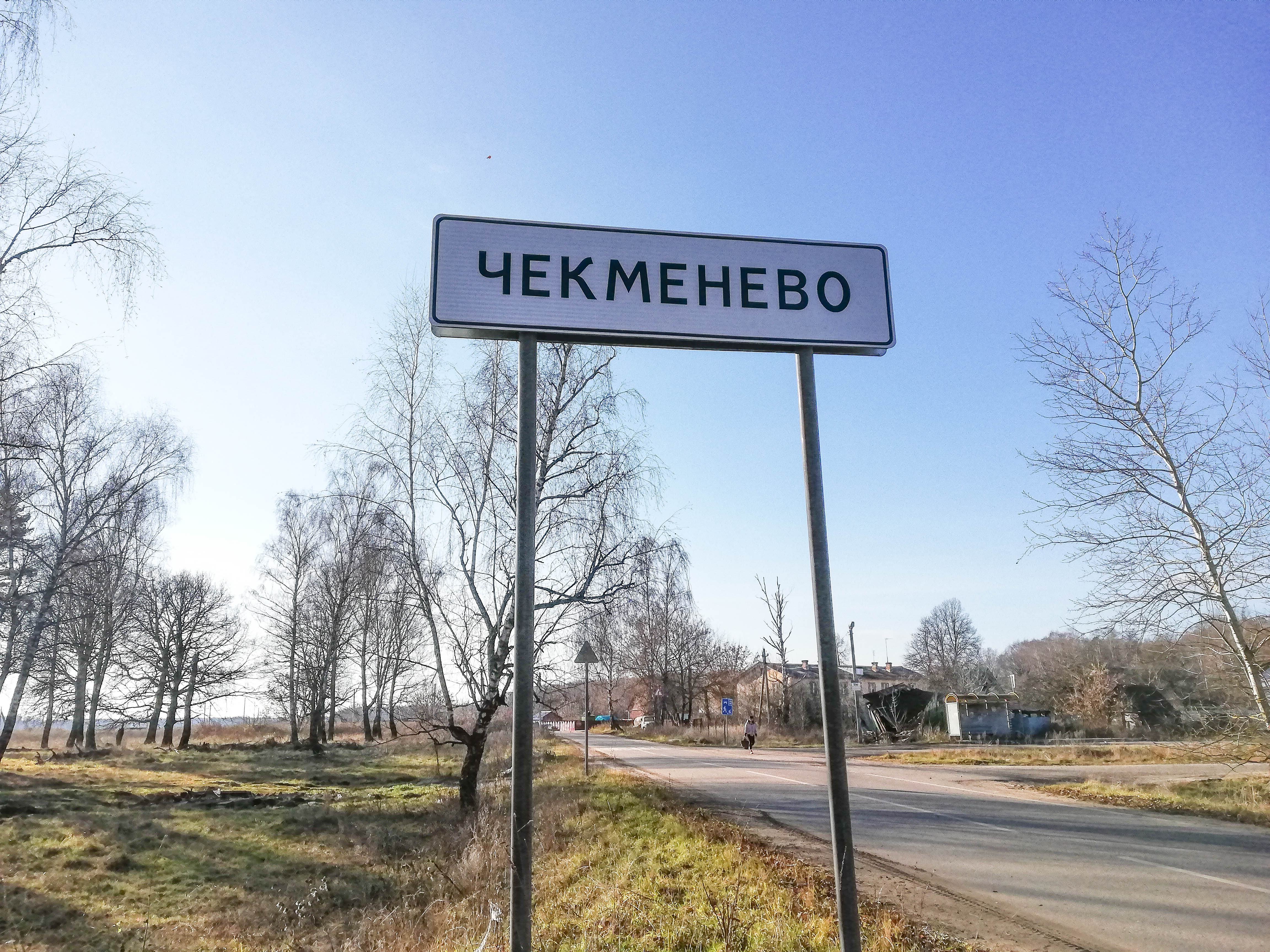
Въезд в деревню

Чекменево — деревня в Раменском муниципальном районе Московской области. Входит в состав сельского поселения Никоновское. Население — 93 чел. (2010).

## География
Деревня Чекменево расположена в южной части Раменского района, примерно в 31 км к югу от города Раменское. Высота над уровнем моря 149 м. В 1 км к востоку от деревни протекает река Северка. Ближайший населённый пункт — село Никоновское.

## История
В 1926 году деревня входила в Никоновский сельсовет Троице-Лобановской волости Бронницкого уезда Московской губернии.
С 1929 года — населённый пункт в составе Бронницкого района Коломенского округа Московской области. 3 июня 1959 года Бронницкий район был упразднён, деревня передана в Люберецкий район. С 1960 года в составе Раменского района.
До муниципальной реформы 2006 года деревня входила в состав Никоновского сельского округа Раменского района.

## Население
| 1926 | 2010 |
| ---- | ---- |
| 52   | ↗93  |

В 1926 году в деревне проживало 52 человека (25 мужчин, 27 женщин), насчитывалось 11 крестьянских хозяйств.